# هيديو تاناكا
هيديو تاناكا (باليابانية: 田中 英雄) (مواليد 1 مارس 1983)، هو لاعب كرة قدم ياباني سابق كان يلعب كلاعب وسط.

## وصلات خارجية
- هيديو تاناكا على موقع رابطة كرة القدم اليابانية للمحترفين (اليابانية)
- هيديو تاناكا على موقع قاعدة بيانات كرة القدم.إي يو (الإنجليزية)
- هيديو تاناكا على موقع Soccerway.com (الإنجليزية)
- هيديو تاناكا على موقع عالم كرة القدم.نت (الإنجليزية)